# Хішікава Моронобу

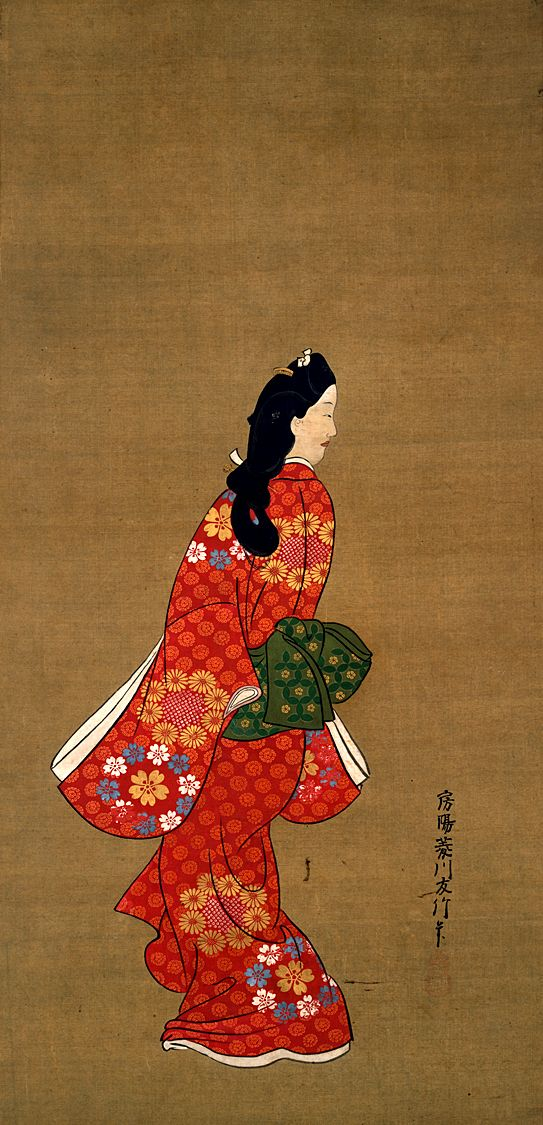
Красуня, що обернулася (17 століття, Хішікава Моронобу).

Хішікава Моронобу (яп. 菱川師宣, ひしかわもろのぶ; 1618 ― 25 липня 1694) — японський художник періоду Едо. Засновник і майстер гравюр укійо-е. Патріарх художньої школи Хішікава. Псевдонім — Ютіку (友竹).

## Короткі відомості
Хішікава Моронобу народився близько 1618 року в селі Хота повіту Хеґурі провінції Ава, в родині шевця. Відомостей про його юність та навчання немає. Починаючи з 1670 року Моонобу працював в місті Едо художником-гравером у стилі ямато-е школи Тоса. Проте після вивчення китайської техніки деревориту він випрацював власну манеру малювання, яка отримала назву «хішікавського стилю». Його особливостями були яскравість, чіткість композиції, акцент на сучасності і буденності. Картини, намальовані у такому стилі, стали називатися укійо-е, тобто «сучасними картинами».
Хішікава залишив по собі близько 100 ілюстрованих книг, настінні розписи, картини-сувої тощо. Велика кількість творів свідчить про популярність художника за його життя. Він мав власну студію, де виховував учнів таких як Хішікава Морофуса, Хішікава Морошіґе, Хішікава Морохіра, Фуруяма Моромаса, Суґімура Дзіхей. Хішікава часто зображував на своїх картинах сцени з життя японського театру, домів розпусти та комерційно-розважальних кварталів міста Едо. Шедеврами серед його робіт вважаються «Йошівара», сувій «Північна башта і вистава», «Красуня, що обернулася» та інші.
Помер Хішікава Моронобу 25 липня 1694 року. На його батьківщині, в містечку Кьонан префектури Тіба, знаходиться музей, названий на його честь.